# シセロ・プライス
シセロ・プライス（Cicero Price, 1805年 - 1888年11月24日）はアメリカ海軍の士官で、最終階級は代将。東インド艦隊の司令官を務めた。

## 経歴
マシュー・ペリーにより日本を開国させた米国だが、その後の南北戦争の勃発のためにほとんどの艦艇が米国に戻り、アジア方面の海軍力は貧弱であった。アジアには、南軍の私掠船対策として少数の艦艇が派遣されているのみであった。このような中、日本では攘夷運動が盛んになりつつあり、1863年には下関戦争が勃発し、米国の商船アメリカ商船ベンプローク（Pembroke）が攻撃された。この時は、スクリュー戦闘スループ・ワイオミングが横浜に停泊しており、直ちに報復攻撃を行ない、長州藩の軍艦を撃沈した。しかしながら、関門海峡は依然封鎖されたままだった。
翌1864年、駐日英国公使ラザフォード・オールコックは長州藩に対する懲罰攻撃を決意した。オールコックのこの方針にフランス、オランダ、アメリカも同意し4月に四国連合による武力行使が決定された。しかしながら、この時期日本にあった米国軍艦はシセロ・プライス代将の帆走スループ・ジェームスタウン一隻のみであった。しかも、ジェームスタウンは帆走であるため、他国の蒸気軍艦と行動を共にすることは難しいと思われた。このため、プライスは横浜に停泊していた米国船籍のスクリュー商船タ・キアンをチャーターし、30ポンドパロット砲を搭載。一時的に東インド艦隊に編入し、4カ国連合艦隊17隻の1隻として下関攻撃に参加した。プライスはその後1865年まで東インド艦隊の司令官を務めた。
1888年11月24日、ニューヨーク州トロイで肺炎のため死亡した。